# 339–343 High Street (Kirkcaldy)

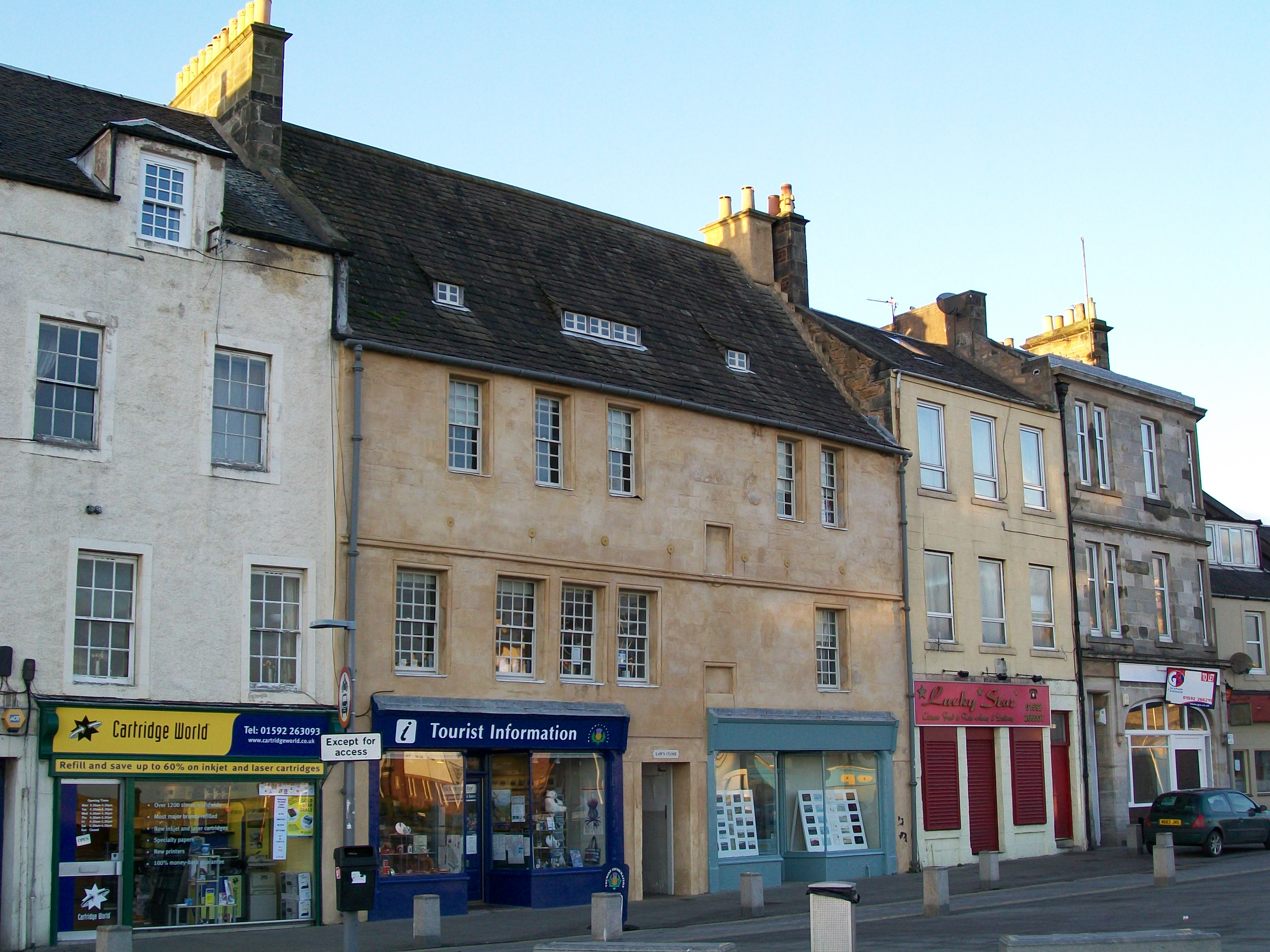
339–343 High Street

Unter der Adresse 339–343 High Street in der schottischen Kleinstadt Kirkcaldy in der Council Area Fife befindet sich ein Wohn- und Geschäftsgebäude. 1975 wurde das Bauwerk als Einzeldenkmal in die schottischen Denkmallisten in der höchsten Denkmalkategorie A aufgenommen.

## Geschichte
Vermutlich zwischen 1500 und 1550 wurde am Standort ein einstöckiges Haus errichtet. Das heutige Gebäude wurde in der zweiten Hälfte desselben Jahrhunderts erbaut, mit hoher Wahrscheinlichkeit um 1590. Bauherr war ein wohlhabender Kaufmann oder Reeder, der es als eigenes Wohnhaus nutzte. Im Erdgeschoss waren seine Geschäftsräume eingerichtet. Im Laufe der folgenden beiden Jahrhunderte wurde insbesondere der Innenraum mehrfach überarbeitet. Insbesondere wurde der Wohnraum in mehrere Wohneinheiten unterteilt und ein Durchgang auf den Hinterhof geschaffen. Ab 1966 verschlechterte sich die Bausubstanz. Der Scottish Historic Buildings Trust kam für die Restaurierung im Jahre 1993 auf. Hierbei wurde unter anderem auch ein straßenseitig traufständiger Kamin entfernt, der im 18. Jahrhundert ergänzt wurde.

## Beschreibung
Das dreistöckige Wohngebäude mit Mansardgeschoss steht an der Einmündung der High Street in die Esplanade (A921) nahe dem Hafen Kirkcaldys. Sein Mauerwerk besteht sowohl aus Steinquadern als auch aus Bruchstein. Die Fassaden sind mit Harl verputzt. Mittig befindet sich die Eingangstüre, die gleichzeitig zu dem Durchgang auf den Innenhof führt. Zu beiden Seiten sind Ladengeschäfte mit holzgefassten Fensterelementen und separaten Eingangstüren eingerichtet. Es sind 12- und 24-teilige Sprossenfenster verbaut. Aus dem steilen, schiefergedeckten Satteldach ragen Schleppdachgauben auf.